# Staufenberg (Niedersachsen)
Staufenberg er en kommune i det centrale Tyskland, beliggende under Landkreis Göttingen, i den sydlige del af delstaten Niedersachsen. Kommunen ligger øst for floden Fulda, omkring 6 km syd for Hannoversch Münden, og 12 km nordøst for Kassel. Administrationen ligger i landsbyen Landwehrhagen.

## Inddeling
I kommunen ligger landsbyerne:
- Benterode
- Dahlheim
- Escherode
- Landwehrhagen
- Lutterberg
- Nienhagen
- Sichelnstein
- Speele
- Spiekershausen
- Uschlag

I Staufenberg ligger arboretet Habichtsborn.